# Виктор Никифоров
Виктор Васиљевич Никифоров (рус. Виктор Васильевич Никифоров; Москва, 4. децембар 1931 − Москва, 4. март 1989) био је совјетски и руски хокејаш на леду који је током играчке каријере играо на позицијама централног нападача. 
Као члан сениорске репрезентације Совјетског Савеза учествовао је на ЗОИ 1956. у Кортини д'Ампецо када је совјетски тим освојио прву златну олимпијску медаљу. За совјетски тим Никифоров је одиграо свега 9 утакмица и постигао је 4 поготка. 
У првенству Совјетског Савеза одиграо је 121 утакмицу и постигао 75 голова. Током каријере играо је за сва три највећа московска клуба − Динамо, Спартак и ЦСКА. 